# Ser (rod rakova)
Ser, monotipski rod rakova deseteronožaca iz porodice Pilumnidae, dio je potporodice Rhizopinae. S. fukiensis nekada je bio uključivan u porodicu  Goneplacidae, dok istraživanja nisu pokazala da ima gonopode tipa Pilumnus te je stoga premješten u potporodicu Rhizopinae.